# Alchemilla malimontana
Alchemilla malimontana é uma espécie de rosácea do gênero Alchemilla, pertencente à família Rosaceae.